# Заречье (Епишевское сельское поселение)
Заречье — деревня в Рославльском районе Смоленской области России. Входит в состав Пригорьевского сельского поселения (до 2019 года — в составе Епишевского сельского поселения).  
По состоянию на 2007 год постоянного населения не имеет. 
Расположена в южной части области в 26 км к юго-востоку от Рославля, в 8 км южнее автодороги А141 Орёл — Витебск, на берегу реки Пет. В 11 км северо-восточнее деревни расположена железнодорожная станция Пригорье на линии Рославль — Брянск. 

## История
В годы Великой Отечественной войны деревня была оккупирована гитлеровскими войсками в августе 1941 года, освобождена в сентябре 1943 года.